# Shintaro Nago
Shintaro Nago (名古 新太郎 Nago Shintaro?), född 17 april 1996 i Osaka prefektur, är en japansk fotbollsspelare.
Nago började sin karriär 2018 i Kashima Antlers.